# Новая Москва (Брянская область)
Но́вая Москва́ — посёлок в Красногорском районе Брянской области, входит в состав Красногорского городского поселения.

## География
Посёлок находится в западной части Брянской области, на расстоянии приблизительно 1 км (по прямой) к западу от посёлка городского типа Красная Гора, административного центра района.

### Часовой пояс
Посёлок Новая Москва, как и вся Брянская область, находится в часовой зоне МСК (московское время). Смещение применяемого времени относительно UTC составляет +3:00.

## История
Впервые упоминается в 1930-х годах. На карте 1941 года отмечен как поселение с 31 двором. До 1954 года входил в состав Ширковского сельсовета.

## Население
| 2010 | 2013 |
| ---- | ---- |
| 5    | →5   |

### Национальный состав
Согласно результатам переписи 2002 года, в национальной структуре населения русские составляли 100 % из 8 чел.